# Вялозеро
Вяло́зеро — озеро в Мурманской области, расположенное на юге Кольского полуострова. Относится к бассейну Белого моря, связывается с ним рекой Вяла (приток Умбы). Питание озера в основном снеговое и дождевое. Берег изрезанный. Ледостав в конце октября — ноябре, ледоход во второй половине мая — июне. Площадь поверхности — 98,6 км². Высота над уровнем моря — 116,4 м. Площадь водосбора — 450 км².